# عمليات الإجلاء المتعلقة بجائحة فيروس كورونا 2019–20
تسرد هذه المقالة عمليات الإجلاء التي تم إجراؤها نتيجة لجائحة فيروس كورونا لعام 2019 (كوفيد-19).
تم ظهور فيروس كورونا المرتبط بالمتلازمة التنفسية الحادة الشديدة النوع 2 لأول مرة في مدينة ووهان، هوبي، الصين في منتصف ديسمبر 2019، عندما أصيب مجموعة من الأشخاص بالالتهاب الرئوي بدون أسباب واضحة، ووجد أن العلاجات الحالية غير فعالة للمرض. يتميز فيروس كورونا الجديد بخصائص مشابهة لمتلازمة الجهاز التنفسي الحادة (سارس) ومتلازمة الشرق الأوسط التنفسية (ميرس). في غضون عدد من الأسابيع، أصيب عدة آلاف من الأشخاص في ووهان عاصمة مقاطعة هوبي، وفرضت الحكومة المركزية الصينية إجراءات احتواء صارمة، بما في ذلك إغلاق هوبي نَفسهَا.
بسبب الإغلاق لووهان وهوبي، واستمرار نمو التفشي في هذه المواقع، خططت عدة دول لإجلاء مواطنيها والموظفين الدبلوماسيين من المنطقة. وقد تم ذلك من خلال الرحلات الجوية المستأجرة لدول الوطن، والتي تم منحها تصريح مسبق من السلطات الصينية. وكانت اليابان والهند والولايات المتحدة وفرنسا وأستراليا وسريلانكا وألمانيا وتايلاند من بين الدول الأولى التي خططت لإجلاء مواطنيها. في حين قالت باكستان أنها لن تقوم بإجلاء أي مواطنين من الصين بسبب نقص المرافق المحلية للمساعدة في علاج الباكستانيين الذين قد يصابون.

## قائمة عمليات الإخلاء
| تاريخ المغادرة    | البلد/البلدان المنظمة    | الأشخاص الذين تم إجلاؤهم         | الجنسيات                                           | مطار المغادرة                             | مطار الوصول                                                                                        | ملاحظات |
| ----------------- | ------------------------ | -------------------------------- | -------------------------------------------------- | ----------------------------------------- | -------------------------------------------------------------------------------------------------- | --- |
| 2020-01-24 إلى 27 | فيتنام                   | 200                              | 200                                                | مطار دا نانغ الدولي مطار كام رانه الدولي  | مطار ووهان الدولي                                                                                  | سمحت فيتنام بأربع رحلات استثنائية لنقل السياح وغيرهم من ووهان إلى المنازل في الفترة 24-27 يناير، ونظمت رحلة لإخلاء المواطنين والدبلوماسيين. |
| 2020-01-29        | أستراليا · نيوزيلندا     | 300 (تقديري.)                    |                                                    | مطار ووهان الدولي                         | | في 29 يناير، أعلنت أستراليا ونيوزيلندا أنها ستتعاون في إجلاء مواطنيها من ووهان. هناك ما بين 50-82 من النيوزيلنديين في ووهان و 600 أسترالي في هوبي بينهم 140 طفلًا أستراليًا في ووهان. استأجرت حكومة نيوزيلندا طائرة بوينج 777-200ER من شركة الطيران الوطنية الخطوط الجوية النيوزلندية للمساعدة في جهود الإخلاء، رهنا بموافقة المسؤولين الصينيين. أثناء إعطاء الأولوية لمواطني نيوزيلندا، تم أيضًا نقل مواطني أستراليا وجزر المحيط الهادئ. أعلن رئيس الوزراء الأسترالي سكوت موريسون عن خطط لحجر المواطنين الأستراليين الذين تم إجلاؤهم من ووهان، بما في ذلك الأطفال والمسنين، لمدة 14 يومًا في جزيرة كريسماس. تتطلب خطة الحكومة أيضًا من تم إجلاؤهم لدفع رسوم قدرها 1000 دولار أسترالي، وسوف يأخذونهم إلى بيرث بعد فترة الحجر الصحي، حيث سيحتاجون لترتيب وسائل النقل الخاصة بهم إلى مدنهم الأصلية. |
| 2020-01-29        | الولايات المتحدة         | 195                              |                                                    | مطار ووهان الدولي                         | قاعدة الاحتياطي الجوي لشهر مارس                                                                    | أول رحلة إجلاء أمريكية، مع نفاذ للوقود في أنكوريج . |
| 2020-01-29        | اليابان                  | 206                              |                                                    | مطار ووهان الدولي                         | مطار طوكيو هانيدا                                                                                  | كانت هذه أول رحلة إخلاء لليابان. وثبت أن ثلاثة ركاب أصيبوا بالفيروس في وقت لاحق |
| 2020-01-30        | اليابان                  | 210                              |                                                    | مطار ووهان الدولي                         | مطار طوكيو هانيدا                                                                                  | تعد هذه ثانى رحلة طيران يابانية من ووهان. |
| 2020-01-30        | سنغافورة                 | 92                               |                                                    | مطار ووهان الدولي                         | مطار سنغافورة شانغي                                                                                | تم إجلاء السنغافوريين من ووهان عبر رحلة سكوت خاصة، قام الطاقم من قبل متطوعين من شركة الطيران بعد التنسيق بين سنغافورة والسلطات الصينية بتيسير الرحلات. ومع ذلك، لم يتم إجلاء جميع السنغافوريين حيث ظهرت بعض الأعراض قبل الرحلة. تم تأكيد اثنين من الأشخاص الذين تم إجلاؤهم في وقت لاحق كأول سنغافوري أصيبوا بالفيروس. كان كلاهما عديم الأعراض أثناء الرحلة ولكن تبين أنهما مصابان بالحمى عند الوصول. |
| 2020-01-31        | اليابان                  | 149                              |                                                    | مطار ووهان الدولي                         | مطار طوكيو هانيدا الدولي                                                                           | رحلة اليابان الثالثة من ووهان. |
| 2020-01-31        | كوريا الجنوبية           | 368                              |                                                    | مطار ووهان الدولي                         | مطار غيمبو الدولي                                                                                  | |
| 2020-01-31        | المملكة المتحدة          | 110                              | 83 27                                              | مطار ووهان الدولي                         | نورتون سلاح الجو الملكي                                                                            | غادر الركاب ووهان مع الأطباء العسكريين من المملكة المتحدة، ووصلوا إلى قاعدة القوات الجوية في إنجلترا. تم وضع الركاب البريطانيين في الحجر الصحي في مكان منفصل من مستشفى Arrowe Park على ويرال. تم اختبار جميع الركاب قبل وأثناء الرحلة، ولم تكن هناك أي إصابة بالفيروس. تم نقل مواطني الاتحاد الأوروبي الآخرين إلى إسبانيا من بريز نورتون. كان من المفترض أن يكون المزيد من البريطانيين (حتى 150) على متن الطائرة، والتي كان من المقرر أن تغادر قبل ذلك بيوم، لكن الصين رفضت في البداية إعطاء الإذن، ثم تم إخبار أي شخص لديه جواز سفر صيني (بما في ذلك الأطفال الرضّع وحديثي الولادة لأبوين بريطانيين) لا يمكنهم المغادرة. قبل وقت قصير من مغادرة الرحلة، تم إلغاء هذا القرار، لكن كان قد فات الأوان للوصول إلى المطار على الرغم من تأخر الطائرة أيضًا لعدة ساعات. تخطط الحكومة البريطانية لإرسال طائرة أخرى إذا لزم الأمر. |
| 2020-01-31        | فرنسا                    | 180                              |                                                    | مطار ووهان الدولي                         | قاعدة استريس لو توبيه الجوية                                                                       | |
| 2020-01-31        | الصين                    | 76                               |                                                    | مطار سوفارنابومي الدولي                   | مطار ووهان الدولي                                                                                  | |
| 2020-01-31        | الصين                    | 124                              |                                                    | مطار كوتا كينابالو الدولي                 | مطار ووهان الدولي                                                                                  | |
| 2020-01-31        | الصين                    | 111                              |                                                    | مطار طوكيو هانيدا                         | مطار ووهان الدولي                                                                                  | |
| 2020-01-31        | ألمانيا                  | 124                              |                                                    | مطار ووهان الدولي                         | مطار فرانكفورت                                                                                     | تم منع طائرة تابعة لسلاح الطيران الألماني من التوقف في موسكو بعد نقطة انطلاقها في ووهان، وفقا لوزير الدفاع الألماني . في الأصل، تلقت الطائرة موافقة على توقف في موسكو للتزود بالوقود وتغيير أفراد الطاقم. قامت الطائرة بإجلاء 102 مواطن ألماني و 26 مواطن غير ألماني. توقفت الطائرة في هلسنكي في طريقها إلى مطار فرانكفورت. صرح وزير الصحة الألماني أن جميع الركاب لم تظهر عليهم أعراض فيروس كورونا. في طريقها إلى ووهان، حملت الطائرة 10000 بدلة من معدات الحماية حسب طلب الحكومة الصينية. |
| 2020-02-01        | كوريا الجنوبية           | 333                              |                                                    | مطار ووهان الدولي                         | مطار غيمبو الدولي                                                                                  | رحلة الثانية لكوريا الجنوبية، التي تديرها الخطوط الجوية الكورية. |
| 2020-02-01        | سريلانكا                 | 33                               |                                                    | مطار ووهان الدولي                         | مطار ماتالا راجاباكسا الدولي                                                                       | حلقت طائرة خاصة من الخطوط الجوية السريلانكية من ووهان بعد التنسيق بين الحكومة السريلانكية والسلطات الصينية. بعد الوصول تم عزل جميع الركاب في مكان منفصل في دياتالاوا جاريسون من جيش سريلانكا. |
| 2020-02-01        | الهند                    | 324                              |                                                    | مطار ووهان الدولي                         | مطار انديرا غاندي الدولي                                                                           | كانت هذه أول رحلة إخلاء للهند. كان هناك ثلاثة قاصرين و 211 طالبًا و 110 مهنيًا عاملاً، وتم الرحلة بواسطة طيران الهند. |
| 2020-02-01        | تركيا                    | 42                               | 32 10                                              | مطار ووهان الدولي                         | مطار إيسنبوغا الدولي                                                                               | قامت طائرة شحن بتوصيل المعدات الطبية إلى الصين قبل نقل الأشخاص الذين تم إجلاؤهم إلى أنقرة. تم وضع جميع الركاب في الحجر الصحي في مستشفى محلي مهجور. |
| 2020-02-01        | الأردن                   | 71                               | 55 7 3 1                                           | مطار ووهان الدولي                         | مطار الملكة علياء الدولي                                                                           | |
| 2020-02-01        | منغوليا                  | 31                               |                                                    | مطار ووهان الدولي                         | مطار جنكيز خان الدولي                                                                              | تم انطلاق الرحلة من قبل الخطوط الجوية المنغولية للحكومة. تم عزل الركاب في المركز الوطني للأمراض المعدية. |
| 2020-02-01        | ميانمار                  | 59                               |                                                    | مطار ووهان الدولي                         | مطار ماندالاي الدولي                                                                               | قامت شركة طيران ميانمار الوطنية باطلاق الرحلة. |
| 2020-02-01        | بنغلاديش                 | 312                              |                                                    | مطار ووهان الدولي                         | مطار شاه جلال الدولي                                                                               | وباستخدام طائرة بوينج 777-300ER مستأجرة من خطوط بيمان بنغلادش الجوية، قامت الحكومة بإجلاء العديد من الأشخاص في ووهان، معظمهم من الطلاب الذين يدرسون هناك. بعد وصولهم تم نقلهم إلى مخيم الحج الذي تم تحويله إلى الحجر الصحي بالقرب من مطار دكا لمدة 14 يومًا. تم نقل 3 أشخاص لديهم درجة حرارة عالية إلى مستشفى. |
| 2020-02-01        | المغرب                   | 167                              |                                                    | مطار ووهان الدولي                         | | معظمهم من الطلاب والموظفين من سفارة البلاد لدى الصين. تم عزل الركاب لمدة 20 يومًا بدلاً من المعيار 14. |
| 2020-02-01        | الصين                    | 89                               |                                                    | مطار بوكيت الدولي                         | مطار ووهان الدولي                                                                                  | |
| 2020-02-02        | إندونيسيا                | 238                              |                                                    | مطار ووهان الدولي                         | مطار هانج نديم الدولي                                                                              | في 29 يناير، أعد القوات الجوية الإندونيسية (TNI-AU) ثلاث طائرات - طائرتان بوينج 737 وواحدة لوكهيد سي-130 هيركوليز هرقل ، مع كتيبة من خبراء الصحة للمساعدة في إجلاء المواطنين والمواطنينات الإندونيسيين من المدينة. في 30 يناير/كانون الثاني، أعلن وزير الخارجية ريتنو مارسودي أن " الرئيس أصدر تعليمات بإخلاء المواطنين الإندونيسيين على الفور من مقاطعة هوبي". كان من المقرر إجلاء ما يصل إلى 243 إندونيسيًا - ليتم عزلهم في ناتونا ريجنسي لمدة 14 يومًا - في 1 فبراير 2020 واستأجرت الحكومة الإندونيسية رئيسًا تنفيذيًا لطائرة A330-300 (PK-LDY) وطائرة باتيك التابعة لمجموعة ليون إير برقم الرحلة ID-8619 (18 طاقمًا و 30 طبيبًا) لإجلاء حوالي 200 مواطن إندونيسي من هوبي، بما في ذلك مدينة ووهان من 245 إندونيسيًا في ووهان، رفض 4 منهم المغادرة وفشل 3 في اجتياز اختبار الفحص من قبل الصينيين. سيظل الإندونيسيون السبعة المتبقون في هوبي تحت المراقبة والاتصال بالسفارة. قبل وصولهم إلى باتام، "تم الإعلان عن صحة جميعهم وفقًا لمعايير منظمة الصحة العالمية ". هبطت الطائرة من ووهان في مطار هانغ نديم الدولي في باتام حوالي الساعة 8.45 صباحًا ونزلوا واحدة تلو الأخرى بفترات طويلة. تم فحص الضباط الذين يرتدون بدلات هازمات صفراء وبيضاء وتعقيم الركاب ومرافقتهم. ثم ذهبوا إلى جزر ناتونا على متن طائرات TNI-AU تتكون من طائرة بوينج 737-200 متقدمة (AL-7304) من سكادرون أودارا 5، وطائرة بوينج 737-400 (A-7306) من سكادرون أودارا 17 ، وواحدة لوكهيد سي -130 ( A-1315) من 33 السرب الجوي. وقد هبطت الطائرات الثلاث في قاعدة ردن صداد الجوية في رناي. ومع ذلك، اعترض سكان الجزيرة على وصول المواطنين الإندونيسيين إلى ناتونا لأنهم كانوا قلقين من أن يصابوا بفيروس كورونا. ونظم المئات مظاهرات وأحرقوا الإطارات. ونتيجة لذلك، تم نشرالقوات المسلحة الوطنية الإندونيسية لضمان استقرار الأوضاع الأمنية. لحماية السكان المحليين وتقديم الضمانات الصحية لهم، أمر جوكووي وزير الصحة أن يكون له مكتب مؤقت في ناتونا. |
| 2020-02-02        | الهند                    | 330                              | 323 7                                              | مطار ووهان الدولي                         | مطار أنديرا غاندي الدولي                                                                           | كانت هذه الرحلة الثانية للهند. تم عزل جميع الركاب في دلهي ومانسار، هاريانا. |
| 2020-02-02        | الجزائر                  | 46+                              | 36 10 عدد غير محدد من الطلاب                       | مطار ووهان الدولي                         | | جوًا بالطائرة الجزائرية. كما سلمت الإمدادات إلى الصين. |
| 2020-02-02        | السعودية                 | 10                               |                                                    | مطار ووهان الدولي                         | مطار الملك خالد الدولي                                                                             | معظمهم طلاب، رحلة إلى الرياض تديرها السعودية. |
| 2020-02-03        | إيطاليا                  | 56                               | الإيطاليون والبولنديون                             | مطار ووهان الدولي                         | قاعدة براتيكا دي ماري الجوية                                                                       | جوًا بطائرة KC-767 مجهزة خصيصا. |
| 2020-02-03        | فرنسا                    | 254                              |                                                    | مطار ووهان الدولي                         | قاعدة استريس لو توبيه الجوية                                                                       | كان على متن الطائرة 65 فرنسيا بالإضافة إلى سكان 29 دولة أخرى. |
| 2020-02-03        | أستراليا                 | 243                              |                                                    | مطار ووهان الدولي                         | مطار جزيرة الكريسماس                                                                               | قامت رحلة كانتاس التي استأجرتها الحكومة الأسترالية بإجلاء حوالي 240 شخصًا، بما في ذلك 84 طفلًا و 5 أطفال، إلى البر الرئيسي الأسترالي، قبل أن يتم نقلهم على متن طائرات أصغر إلى مركز احتجاز بجزيرة كريسماس للحجر الصحي. سلمت الرحلة الوافدة إمدادات طبية بما في ذلك الأقنعة والبدلات الواقية والقفازات. |
| 2020-02-03        | تايوان                   | 247                              |                                                    | مطار ووهان الدولي                         | مطار تاويوان الدولي                                                                                | رحلة طيران مستأجرة تديرها شركة طيران شرق الصين |
| 2020-02-04        | روسيا                    | 144                              | 128 16 من دول ما بعد الاتحاد السوفيتي              | مطار ووهان الدولي                         | مطار روشينو الدولي                                                                                 | قامت طائرتان عسكريتان بإجلاء الركاب إلى تيومين، سيبيريا للحجر الصحي. |
| 2020-02-04        | ماليزيا                  | 107                              |                                                    | مطار ووهان الدولي                         | مطار كوالالمبور الدولي                                                                             | رحلة مستأجرة لشركة طيران آسيا مع الماليزيين بالإضافة إلى أفراد العائلة غير الماليزيين على متن الطائرة. |
| 2020-02-04        | نيوزيلندا                | 190/193                          | 98 35 17 8 5 4 2 1                                 | مطار ووهان الدولي                         | مطار أوكلاند                                                                                       | طائرة تديرها شركة طيران نيوزيلندا NZ1942. باستثناء المقيمين الأستراليين، الذين تم إرسالهم لاحقًا إلى أستراليا، تم إرسال آخرين إلى قاعدة وانغاباراوا العسكرية، على بعد 25 كم من أوكلاند، لمدة أسبوعين من الحجر الصحي. |
| 2020-02-04        | تايلاند                  | 144                              |                                                    | مطار ووهان الدولي                         | مطار يو تاباو الدولي                                                                               | بينما غادرت الرحلة من مطار دون موينغ الدولي في بانكوك، طارت إلى مطار مختلف من أجل حجز الركاب في الحجر الصحي في قاعدة ساتاهيب البحرية القريبة. |
| 2020-02-04        | إيران                    | 84                               |                                                    | مطار ووهان الدولي                         | مطار الإمام الخميني الدولي                                                                         | تم إجلاء 59 إيرانيا و 24 سوريا ولبناني واحد على متن رحلة طيران تابعة لشركة طيران ماها. |
| 2020-02-04        | الولايات المتحدة         | 350 (تقديريًا.)                   |                                                    | مطار ووهان الدولي                         | قاعدة ترافيس الجوية محطة سلاح مشاة البحرية ميرامار                                                 | كانت هناك رحلتان، واحدة ذهبت من للقوات الجوية العسكرية بالقرب من سان فرانسيسكو، والأخرى تزود بالوقود هناك واستمرت إلى محطة ميرامار لمشاة البحرية الجوية بالقرب من سان دييغو. تم عزل المسافرين من كلا الرحلتين لمدة 14 يومًا. في 10 فبراير، تم تأكيد إصابة أحد الركاب وأصبح الحالة 13 في الولايات المتحدة. |
| 2020-02-05        | روسيا                    | 147                              |                                                    | مطار ووهان الدولي                         | مطار روشينو الدولي                                                                                 | قام اثنان من القوات الجوية الروسية Il-76TD بإجلاء الأشخاص الذين تم نقلهم إلى قاعدة الحجر الصحي في مركز تومين لإعادة التأهيل. |
| 2020-02-06        | كندا                     | 176                              |                                                    | مطار ووهان الدولي                         | قاعدة القوات الكندية ترينتون                                                                       | تم تشغيل الرحلة بواسطة طائرة إيرباص A330 (رقم التسجيل 9H-STY)، وتوقفت في مطار فانكوفر الدولي للتزود بالوقود، ثم طارت إلى قاعدة عسكرية في قوينت ويست، بالقرب من تورونتو. تم تمديد مدة الحجر الصحي في 21 فبراير ولم تسجل أي إصابة. |
| 2020-02-06        | الولايات المتحدة         | 300 (تقديري.)                    | 240 (تقديريًا.) 60+                                 | مطار ووهان الدولي                         | طائرة 1 مطار فانكوفر الدولي محطة سلاح مشاة البحرية ميرامار طائرة 2 قاعدة لاكلاند الجوية مطار إيبلي | تتكون من رحلتين، واحدة منها توقفت لتزود بالوقود في فانكوفر وتم إنزال الكنديين. |
| 2020-02-07        | اليابان                  | 198                              |                                                    | مطار ووهان الدولي                         | مطار طوكيو هانيدا                                                                                  | الرحلة اليابانية الرابعة من ووهان. |
| 2020-02-07        | البرازيل                 | 40                               | 34 4 1                                             | مطار ووهان الدولي                         | وارسو فورتاليزا                                                                                    | استخدم سلاح الجو البرازيلي طائرتين من طراز E-190. توقفت إحدهما في لاس بالماس، حيث لم ينزل أحد. نزل جميع البرازيليين في وارسو. |
| 2020-02-07        | بروناي                   | 2                                |                                                    | مطار ووهان الدولي                         | مطار بروناي الدولي                                                                                 | انطلاق خطوط رويال بروناي الجوية، ووصلت في اليوم التالي. |
| 2020-02-08        | الصين                    | 61                               |                                                    | مطار بالي الدولي                          | مطار ووهان الدولي                                                                                  | ونقلت رحلة استأجرتها القنصلية العامة الصينية 49 بالغًا و 12 طفلًا، جميعهم صينيون، من مطار نجوراه راي بالي الدولي يوم السبت لإعادتهم إلى ووهان، مركز تفشي الفيروس التاجي في الصين. |
| 2020-02-09        | الفلبين                  | 30                               |                                                    | مطار ووهان الدولي                         | قاعدة كلارك الجوية                                                                                 | |
| 2020-02-09        | أستراليا                 | 258                              |                                                    | مطار ووهان الدولي                         | مطار داروين الدولي                                                                                 | تديرها شركة طيران كانتاس، وتم إجلاء 266 شخصًا من بينهم 8 من جزر المحيط الهادئ تم عزل الجميع في معسكر تعدين غير مستخدم بالقرب من داروين. |
| 2020-02-09        | سنغافورة                 | 174                              |                                                    | مطار ووهان الدولي                         | مطار شانغي الدولي                                                                                  | تم نقل السنغافوريين إلى الوطن على متن رحلة سكوت خاصة أخرى، مرقمة TR5121. في 16 فبراير تم تشخيص إصابة أحد الركاب بالفيروس. في 21 فبراير، تم الإعلان عن تشخيص مؤكد آخر. |
| 2020-02-09        | المملكة المتحدة          | 200                              | 105 (شامل أفراد العائلة) 95 آخرين                  | مطار ووهان الدولي                         | نورتون سلاح الجو الملكي                                                                            | الرحلة البريطانية الثانية من ووهان. |
| 2020-02-10        | فرنسا                    | 35                               |                                                    | مطار ووهان الدولي                         | قاعدة استريس لو توبيه الجوية                                                                       | |
| 2020-02-10        | كندا                     | 185                              |                                                    | مطار ووهان الدولي                         | قاعدة القوات الكندية ترينتون                                                                       | |
| 2020-02-10        | فيتنام                   | 30                               |                                                    | مطار ووهان الدولي                         | مطار نوي باي الدولي                                                                                | رحلة إلى هانوي تشغلها الخطوط الجوية الفيتنامية. |
| 2020-02-11        | كوريا الجنوبية           | 140                              |                                                    | مطار ووهان الدولي                         | مطار جيمبو الدولي                                                                                  | |
| 2020-02-16        | نيبال                    | 175                              |                                                    | مطار ووهان الدولي                         | مطار تريبهوفان الدولي                                                                              | تم تشغيل الرحلة إلى كاتماندو من قبل الخطوط الجوية النيبالية. كان العدد الأصلي للنيباليين الذين سيتم إجلاؤهم 185، لكن 4 منهم قرروا البقاء وتم منع 6 من الصعود على متن الطائرة لأسباب طبية. |
| 2020-02-17        | اليابان                  | 65                               |                                                    | مطار ووهان الدولي                         | مطار طوكيو هانيدا                                                                                  | الإخلاء الخامس من قبل اليابان من ووهان. |
| 2020-02-17        | الولايات المتحدة         | 380+                             |                                                    | مطار طوكيو هانيدا                         | قاعدة ترافيس الجوية قاعدة لاكلاند الجوية مطار إيبلي                                                | الركاب الذين تم إجلاؤهم على من سفينة أميرة الألماس |
| 2020-02-19        | كوريا الجنوبية           | 7                                | 6 1 (زوج)                                          | مطار طوكيو هانيدا                         | مطار جيمبو الدولي                                                                                  | رحلة القوة الجوية لإجلاء ركاب سفينة أميرة الألماس |
| 2020-02-20        | هونغ كونغ                | 106                              | 84 18 راكبا من جنسيات أخرى، ربما من سكان هونغ كونغ | مطار طوكيو هانيدا                         | مطار هونغ كونغ الدولي                                                                              | أول رحلة إجلاء في هونغ كون لركاب الماس الماسي. سفينة أميرة الألماس. |
| 2020-02-20        | أستراليا                 | 164                              |                                                    | مطار طوكيو هانيدا                         | مطار داروين الدولي                                                                                 | واكتشف راكبان نتائجة الاختبار فيما بعد. |
| 2020-02-20        | أوكرانيا                 | 72                               | 45 8 5 4 2 1                                       | مطار ووهان الدولي                         | مطار ألماتي الدولي مطار خاركيف الدولي                                                              | وقد منعت السلطات الصينية 3 مواطنين أوكرانيين ومواطن أجنبي آخر من ركوب الطائرة لأسباب طبية. غادر اثنان من مواطني كازاخستان الطائرة أثناء الهبوط في ألماتي، كازاخستان. تم نقل جميع من تم إجلاؤهم إلى مطار خاركيف، ثم تم نقلهم عن طريق البر إلى مصحة الحرس الوطني في وسط أوكرانيا لمدة 14 يومًا من الحجر الصحي. وابتداءً من اليوم التالي، وقعت أعمال شغب بينما عارض المتظاهرون قرار عزل الركاب هناك، وتم مهاجمة حافلة الأشخاص الذين تم إجلاؤهم. |
| 2020-02-21        | فرنسا                    | 64                               | 28 36 آخرين                                        | مطار ووهان الدولي                         | باريس（مطار غير معروف）                                                                            | تم وضع جميع الركاب في الحجر الصحي في نورماندي. |
| 2020-02-21        | كندا                     | 200+                             |                                                    | مطار طوكيو هانيدا الدولي                  | قاعدة القوات الكندية ترينتون                                                                       | رحلة لركاب سفينة الأميرة الماسية. بعد الهبوط في كندا، تم احتجاز الركاب في الحجر الصحي في أحد الفنادق.。 |
| 2020-02-21        | تايوان                   | 19                               |                                                    | مطار طوكيو هانيدا الدولي                  | مطار تاويوان الدولي                                                                                | إجلاء ركاب سفينة الأميرة الماسية. |
| 2020-02-21        | هونغ كونغ                | 84                               | 82 2                                               | مطار طوكيو هانيدا الدولي                  | مطار هونغ كونغ الدولي                                                                              | رحلة هونغ كونغ الثانية لركاب السفينة الماسية. تم نقل ركاب إلى منازلهم برا عن طريق جسر هونغ كونغ وتشوهاى وماكاو. |
| 2020-02-22        | المملكة المتحدة          | 32                               | 30 2                                               | مطار طوكيو هانيدا الدولي                  | | طائرة خاصة لركاب سفينة الأميرة الماسية. |
| 2020-02-23        | هونغ كونغ                | 5 (excluding government workers) |                                                    | مطار طوكيو هانيدا الدولي                  | مطار هونغ كونغ الدولي                                                                              | رحلة الإخلاء الثالثة من هونغ كونجغ لركاب السفينة الماسية. |
| 2020-02-24        | تايوان                   | 2                                |                                                    | مطار تشنغدو شوانغليو الدولي               | مطار تاويوان الدولي                                                                                | |
| 2020-02-26        | ماليزيا                  | 66                               |                                                    | مطار ووهان الدولي                         | مطار كوالالمبور الدولي                                                                             | رحلة ماليزية ثانية من ووهان، تديرها طيران آسيا. |
| 2020-02-27        | الهند                    | 111                              | 76 23 6 2 1                                        | مطار ووهان الدولي                         | مطار أنديرا غاندي الدولي                                                                           | تعد هذه ثالث رحلة إجلاء ترسلها الهند إلى ووهان. وقدمت الهند أيضا 15 طنا من المساعدة الطبية تشمل أقنعة وقفازات ومعدات طبية طارئة أخرى للصين من خلال نفس الرحلة الجوية الهندية. |
| 2020-02-27        | الهند                    | 124                              | 119 2 1                                            | طوكيو （مطار غير معروف）                  | مطار أنديرا غاندي الدولي                                                                           | كان في هذه الرحلة في الغالب أعضاء طاقم سفينة الأميرة الماسية. |
| 2020-02-27        | كولومبيا                 | 15                               |                                                    | مطار ووهان الدولي                         | القيادة الجوية للنقل العسكري                                                                       | |
| 2020-03-02        | تركيا                    | 11                               |                                                    | مطار اسطنبول                              | مطار تاويوان الدولي                                                                                | بعد أن كان اختبار ركاب إسرائيلي على رحلة أخرى للخطوط الجوية التركية إيجابيًا، قامت الشركة باطلاق رحلة خاصة لأخذ مجموعة سياحية تايوانية في نفس الرحلة التي تم تأكيدها. |
| 2020-03-04        | الإمارات العربية المتحدة | 215                              | 58 عدد غير معروف من المواطنين من الدول المجاورة    | مطار ووهان الدولي                         | مطار دبي الدولي                                                                                    | |
| 2020-03-04, 05    | الصين                    | 311/309                          |                                                    | مطار الامام الخميني الدولي                | مطار لانتشو تشونغ تشوان الدولي                                                                     | |
| 2020-03-04, 05    | هونغ كونغ                | 533                              |                                                    | مطار ووهان الدولي                         | مطار هونغ كونغ الدولي                                                                              | رتبت حكومة هونج كونج أربع رحلات جوية مستأجرة لإعادة 533 من سكانها من ووهان. عند الوصول، تم عزلهم في تشون يونغ العقارية في تان. |
| 2020-03-07        | ماكاو                    | 57                               |                                                    | مطار ووهان الدولي                         | مطار ماكاو الدولي                                                                                  | |
| 2020-03-07        | الفلبين                  | 167                              |                                                    | مطار ماكاو الدولي                         | مطار مانيلا الدولي                                                                                 | نظمت رحلة الميثاق لإعادة العمال الفلبينيين في الخارج إلى المنزل. |
| 2020-03-10        | الهند                    | 58                               |                                                    | طهران （مطار غير معروف）                  | مطار هندون                                                                                         | استخدم سلاح الجو الهندي طائرة نقل بوينغ سي-17 لإجلاء الحجاج الهنود من إيران. . |
| 2020-03-10, 11    | تايوان                   | 361                              |                                                    | مطار ووهان الدولي                         | مطار تاويوان الدولي                                                                                | بعد بعض الصراع بين الحكومتين الصينية والتايوانية، وصلت رحلتان، إحداهما تديرهاالخطوط الجوية الصينية مع 169 من الأشخاص الذين تم إجلاؤهم والأخرى تشاينا إيسترن إيرلاينز تحمل 192، حوالي الساعة 11 مساءً في 10 مارس و4 صباحًا في الحادي عشر مارس. . |
| 2020-03-11        | الصين                    | 164                              |                                                    | مطار الامام الخميني الدولي                | مطار تشنغدو شوانغليو الدولي                                                                        | |
| 2020-03-11        | الهند                    | 83                               | 74 6 3                                             | مطار ميلان مالبينسا                       | مطار أنديرا غاندي الدولي                                                                           | تم اطلاق الرحلة من قبل طيران الهند. كان جميع المواطنين غير الهنود من أصل هندي. تم وضع جميع الأشخاص الذين تم إجلاؤهم تحت الحجر الصحي لمدة 14 يومًا. |
| 2020-03-13        | جنوب إفريقيا             | 122                              |                                                    | [[مطار ووهان الدولي\|]] مطار ووهان الدولي | مطار تامبو الدولي                                                                                  | |
| 2020-03-15        | الهند                    | 218                              |                                                    | مطار ميلان مالبينسا                       | مطار أنديرا غاندي الدولي                                                                           | قامت طيران الهند بتشغيل الرحلة. سيتم نقل الأشخاص الذين تم إجلاؤهم إلى نيودلهي إلى معسكر شرطة الحدود الهندية التبتية في منطقة تشاولا حيث سيتم عزلهم لمدة 14 يومًا. |
| 2020-03-15        | الهند                    | 234                              |                                                    | （مطار غير معروف）                        | مطار شاتراباتي شيفاجي الدولي                                                                       | تم إجلاء 131 طالبًا و 103 حاجًا، من بين آخرين، من إيران على متن رحلة طيران ماهان نظمتها السفارة الهندية. تم عزلهم لمدة 14 يومًا في مركز العافية التابع للجيش الهندي في جايسالمر. |
| 2020-03-16        | الهند                    | 53                               |                                                    | طهران وشيراز （مطار غير معروف）           | مطار جايسالمر                                                                                      | تم إجلاء 52 طالبًا ومعلمًا واحدًا من قبل طيران الهند ثم تم عزلهم في مركز صحي تابع للجيش في جايسالمر. |
| 2020-03-19        | كوريا الجنوبية           | 80                               | 74 6 ( أفراد عائلة مواطنين )                       | طهران （مطار غير معروف）                  | مطار إنتشون الدولي                                                                                 | نقلت رحلة ميثاق الركاب من طهران إلى مطار آل مكتوم الدولي في دبي، حيث انتقلوا إلى رحلة آسيانا المتجهة إلى إنتشون. |